# Noemí María Girbal-Blacha
Noemí María Girbal-Blacha, (Avellaneda, 2 de diciembre de 1947) es una científica argentina e historiadora.
Se desempeñó como directora del CONICET entre los años 2001 y 2008, y como la primera vicepresidenta de la institución entre los años 2008 y 2010.
Recibió el galardón doctor honoris causa de la Université de Pau et Pays de l´Adour en 2007 y el premio Cervantes a la trayectoria en ciencias sociales y humanidades otorgado por la Asociación Española de Socorros Mutuos. También fue declarada doctor honoris causa en la Universidad Nacional de San Juan y ciudadana ilustre 2012 de la municipalidad de Quilmes.

## Trayectoria profesional
Girbal-Blacha obtuvo su grado de historiadora en la Universidad Nacional de La Plata y luego se especializó en la historia rural Argentina del siglo XX, fundamentalmente, estudió para los espacios regionales, sujetos sociales y políticas públicas.
Se desempeñó como presidenta de la Asociación Argentina de Historia Económica entre los años 1996 y 2001. Fue la primera vicepresidenta del CONICET entre los años 2008 y 2010, cargo que se le otorgó cuando se desempeñaba como directora (2001 y 2008) en el mismo instituto.
Desde el 1999 se desarrolla como investigadora principal del CONICET. Es también parte de la Organización de los Estados Iberoamericanos para la Educación, la Ciencia y la Cultura donde desarrolla tareas de investigación desde 2008. Asimismo, fue directora ordinaria del CEAR-Universidad Nacional de Quilmes entre los años 2010 y 2016.

## Publicaciones
- 1982: Historia de la agricultura argentina a fines del siglo XIX, Buenos Aires, FECIC.[7]
- 1988: Estado, chacareros y terratenientes (1916-1930). Política agraria y relaciones de poder, Buenos Aires, Centro Editor de América Latina, Biblioteca Política Argentina 211,
- Estudios de historia rural (1ª edición). Universidad Nacional de La Plata. 1991. ISBN 978-950-34-0038-8.
- 1998: Agro, universidad y enseñanza. Dos momentos de la Argentina rural (1910-1955). Dirección y compilación, Buenos Aires, Editorial de la Universidad Nacional de La Plata .
- Ayer y hoy de la Argentina rural (1ª edición). La Página. 1998. ISBN 978-987-503-125-8.
- Estado, sociedad y economía en la Argentina, 1930-1997 (1ª edición). Universidad Nacional de Quilmes. 2000. ISBN 978-987-558-080-0.
- Mitos, paradojas y realidades en la Argentina peronista (1946-1955)- Una interpretación histórica de sus decisiones político-económicas (1ª edición). Universidad Nacional de Quilmes. 2003. ISBN 978-987-558-017-6.
- Perfiles históricos de la Argentina peronista 1945-1955 (1ª edición). Al Margen. 2005. ISBN 978-987-1125-47-0.